# نیکول سندرسون
نیکول سندرسون (انگلیسی: Nicole Sanderson؛ زادهٔ ۱ آوریل ۱۹۷۶) بازیکن ملی‌پوش والیبال ساحلی اهل استرالیا است. او ۱۸۳ سانتی‌متر قد دارد و مدال برنز مسابقات جهانی زنان ریودوژانیرو ۲۰۰۳ را از آن خود کرده‌است.